# Moritz Renner
Moritz Fredrik Wilhelm Renner, född omkring 1769 troligen i Tyskland, död okänt år, var en tysk-svensk militär, gravör och silhuettklippare.
Renner var från 1803 gift med Eva Ulrika Ståhl. Han arbetade som kringresande porträttör och annonserade i lokaltidningarna efter uppdrag att utföra inom silhuettklippning i silver och guld, gravyrer på glas och medaljonger. Han kom troligen från Stockholm till Göteborg 1803 och var kyrkobokförd i staden fram till 1811 då han avflyttar till Borås. I samband med Karl XIV Johans besök i Borås utförde han på beställning från magistraten en silhuettavla i guld med svart botten som visade kungens porträtt omgivet av en lagerkrans och däröver en större kunglig krona. Silhuettklippet förvaras i Borås rådhus. Renner var 1809 omtalad som löjtnant i lantvärnet. Han var även verksam som förläggare och gav 1806 ut Johann Heinrich Jung-Stillings bok Kristna religionens segrar och den egna skriften Underrättelse. Christna religionens seger.